# Псоу (річка)
Псо́у (абх. Ҧсоу, груз. ფსოუ) — річка на Західному Кавказі. На всій своїй течії є державним кордоном між Росією (Краснодарський край) та Грузією (окупована РФ «республіка» Абхазія). Бере початок на схилах гори Агепста.
По річці Псоу проходить східна межа Сочі.